# Éli Lotar
Pour les articles homonymes, voir Lotar.
Eliazar Lotar Teodorescu, dit Éli Lotar, est un photographe et cinéaste français d'origine roumaine né le 30 janvier 1905 dans le 18e arrondissement de Paris et mort le 10 mai 1969 dans le 8e arrondissement de Paris.

## Biographie
Fils du poète roumain Tudor Arghezi (Ion Nicolae Theodorescu à l'état civil) et de Constanța Zissu, Éli Lotar nait à Paris, mais fait ses études à Bucarest auprès de son père, avant de revenir définitivement à Paris en 1924 pour y travailler dans le cinéma. Il adopte la nationalité française en 1926. À Paris en 1927, Lotar fait la connaissance de la photographe allemande Germaine Krull, qui devient sa compagne. Il se met à la photographie. Ensemble, ils collaborent aux revues, Jazz, Variétés, Bifur, Documents, la revue de Georges Bataille, et participent à de nombreuses expositions, souvent avec le photographe André Kertész. Le goût de Lotar pour l'insolite marqué de pessimisme le rapproche du surréalisme. Son reportage sur les abattoirs de La Villette en 1929, illustrant l’article « Abattoir » du dictionnaire proposé par la revue de Bataille, Documents, est la partie la plus connue de son œuvre. La photo la plus célèbre de cette série montre des pieds de veaux alignés contre un mur noir,
Lotar, parallèlement, s'intéresse au cinéma et au théâtre. Il fréquente Alberto Cavalcanti, René Clair, Luis Buñuel, Antonin Artaud, Roger Vitrac. En 1933, Lotar filme les images du film de Buñuel Terre sans pain. Il commence à délaisser la photographie, se tourne vers le cinéma et multiplie les voyages. Membre du Groupe Octobre de Jacques Prévert, Lotar travaille avec les cinéastes Jacques Brunius, Joris Ivens, Jean Painlevé, Jean Renoir, comme photographe ou cameraman, et avec Marc Allégret, comme assistant réalisateur. Il est notamment photographe de plateau sur Partie de campagne de Jean Renoir. En 1946, Éli Lotar réalise le documentaire  Aubervilliers, écrit par Jacques Prévert, avec la musique de Joseph Kosma. 
Au cours de ses dernières années, proche d'Alberto Giacometti, il a posé pour trois bustes du sculpteur.
La ville d'Aubervilliers, en hommage, a appelé l'un de ses parcs, au bord du canal Saint-Denis, « Parc Éli Lotar ».

## Filmographie
- 1929 : Crabes et crevettes de Jean Painlevé : image
- 1929 : Caprelles et pantopodes de Jean Painlevé : image
- 1930 : Le Petit Chaperon rouge d'Alberto Cavalcanti : photographe de plateau
- 1930 : Zuyderzee de Joris Ivens : image
- 1931 : Prix et profits d'Yves Allégret : image
- 1931 : Voyage aux Cyclades de Jacques B. Brunius : image
- 1932 : Ténériffe d'Yves Allégret et Éli Lotar : coréalisation et image
- 1932 : Fanny de Marc Allégret et Marcel Pagnol : assistant réalisateur
- 1932 : L'affaire est dans le sac de Pierre et Jacques Prévert : cadre
- 1933 : Terre sans pain (Las Hurdes) de Luis Buñuel : image
- 1934 : La Pêche à la baleine de Lou Bonin : image
- 1936 : Partie de campagne de Jean Renoir : photographe de plateau
- 1937 : Records 37 de Jacques B. Brunius et Jean Tarride: image
- 1939 : Violons d'Ingres de Jacques B. Brunius : image
- 1946 : L'Homme de Gilles Margaritis : image
- 1946 : Aubervilliers : réalisateur

## Expositions

### Expositions monographiques
- 1993 : Éli Lotar, Musée national d'Art moderne, Paris[5],[6].
- 2017 : Éli Lotar 1905-1969 : le Jeu de paume consacre à Éli Lotar une exposition qui présente plus d'une centaine de tirages ainsi qu'une centaine de documents : livres, revues, lettres, négatifs et film[7],[8],[9].

### Expositions collectives
- 2013 : La Volonté de bonheur, Témoignages photographiques du Front populaire 1934-1938, Pavillon populaire, Montpellier, du 2 mai au 9 juin 2013. Avec des photographies de Brassaï, Robert Capa, Henri Cartier-Bresson, Robert Doisneau, Nora Dumas, Gisèle Freund, André Kertész, François Kollar, Sam Lévin, Éli Lotar, Willy Ronis, David Seymour...

## Dans la fiction
Éli Lotar est un personnage du film d'animation Buñuel après l'âge d'or (2018).